# Cine de Hong Kong

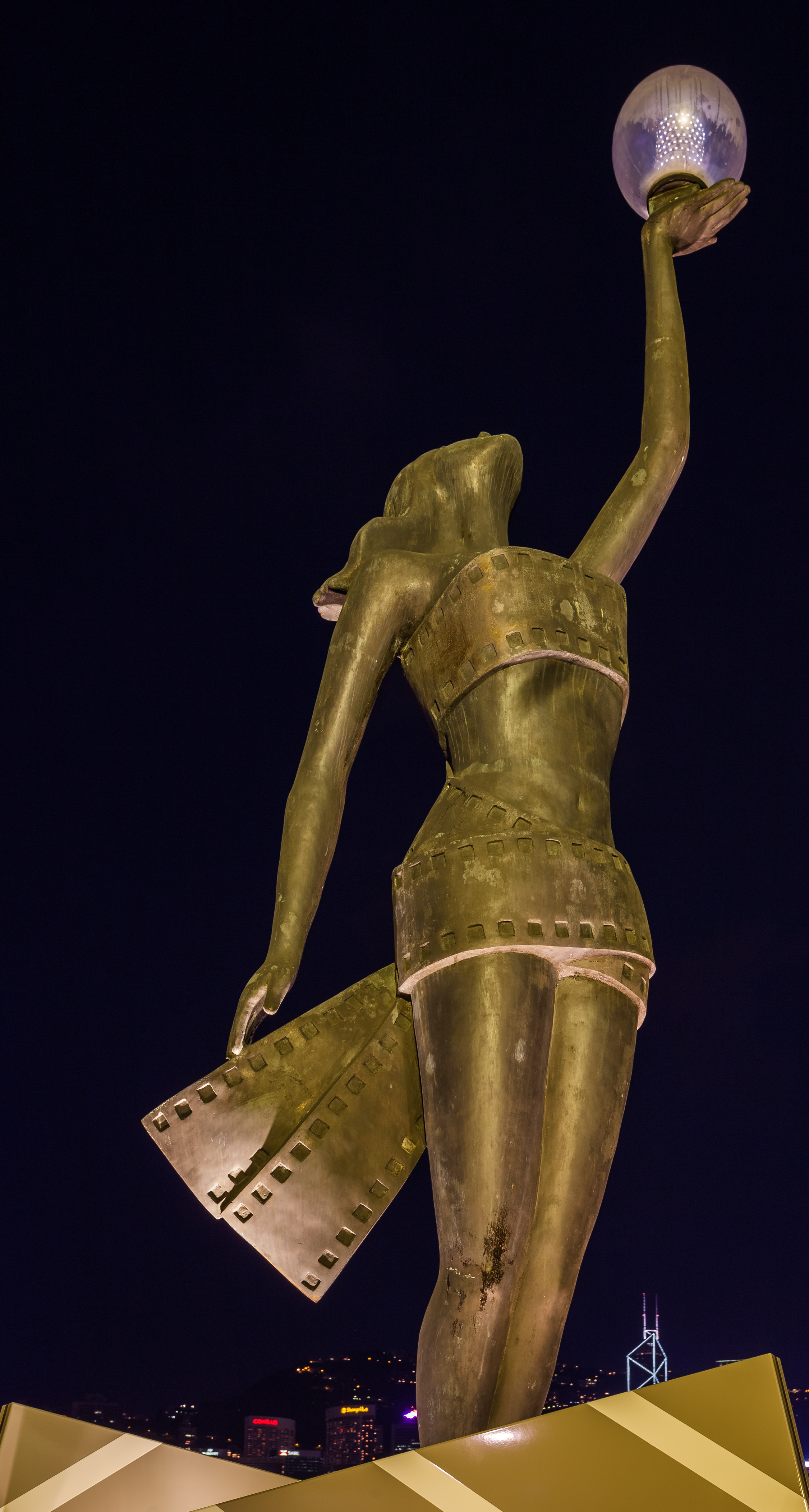
Estatuilla de los galardones de cine de Hong Kong situada en la Avenida de las Estrellas de Hong Kong.

El cine de Hong Kong es una de las tres vertientes principales del cine en chino, junto al cine de la China continental y el cine de Taiwán. Hong Kong, como antigua colonia británica tenía una mayor libertad política y económica a la hora de hacer cine, y se convirtió en el centro de la industria en el sudeste asiático y para todos los hablantes de chino, incluyendo aquellos que se encontraban en la diáspora. Durante décadas, Hong Kong ha sido la tercera mayor industria del cine mundial, después de Bollywood y Hollywood, y el segundo mayor exportador. A pesar de la crisis que vivió la industria a mediados de los años 90 y de la transferencia de soberanía de Hong Kong a China en julio de 1997, el cine hongkonés ha conseguido mantener gran parte de su identidad distintiva, y continúa siendo parte prominente de la producción cinematográfica mundial. 
En occidente, el cine pop hongkonés, especialmente el cine de acción hongkonés ha contado con un seguimiento de culto desde hace tiempo, hasta el punto de convertirse en una de las corrientes culturales predominantes y su influencia ha hecho que este género sea imitado frecuentemente en el cine de acción de Hollywood. 

## La industria hongkonesa
A diferencia de muchas de las industrias del cine, la de Hong Kong no recibió apenas apoyo gubernamental en forma de subsidios o cupos de importación. Se trata de un cine puramente comercial: altamente corporativizado, concentrado en géneros comerciales que agraden a un público mayoritario como la comedia o la acción, y fuertemente dependiente de los clichés, las secuelas y los remakes.
El cine de Hong Kong toma muchos elementos del cine de Hollywood, como los parámetros de los distintos géneros, o la filosofía "thrill-a-minute", así como un ritmo y un montaje rápido. Pero toma también elementos de la ópera tradicional y el arte chino, particularmente una inclinación por la estilización y el desprecio por los estándares occidentales de realismo. Esto, combinado con su holgado y rápido acercamiento a la producción de cine contribuye a la energía y la imaginación surrealista que se asocia en otros países al cine hongkonés. 

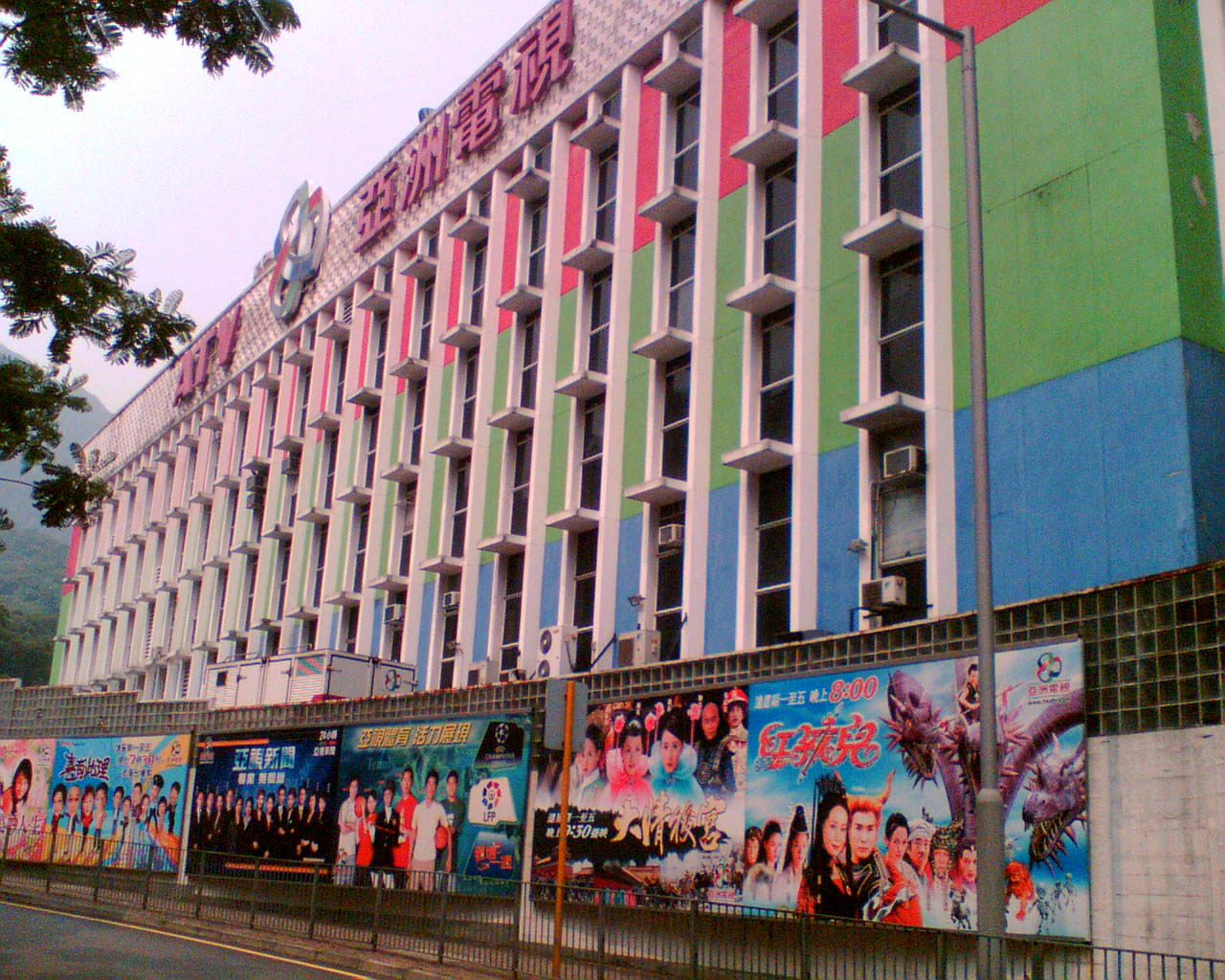
Sede de la Asia Television Limited.

### El «star system»
Como es frecuente en el cine más comercial, el corazón de la industria son las estrellas de cine. En sus primeros días, los actores más celebrados de la ópera china llevaron consigo al mundo del cine a muchos espectadores. Durante las últimas tres o cuatro décadas la televisión ha sido la principal plataforma de lanzamiento de las nuevas estrellas, a través de escuelas de actores y series televisadas por las dos mayores emisoras: Television Broadcasts Limited y Asia Television Limited. Más importante aún es, posiblemente, la relación del cine con la industria del pop cantonesa. Muchas de las estrellas de cine se dedican también a la música y viceversa. Esta ha sido una estrategia clave para una industria del espectáculo en la que las campañas publicitarias al estilo americano apenas se utilizan. En el actual problemático clima comercial, la presencia de jóvenes ídolos de masas como Ekin Cheng o Twins) para atraer a un público joven es endémico. 
En una industria cinematográfica pequeña y aglomerada como es la de Hong Kong, actores y directores trabajan mucho. Durante los periodos de mayor actividad no es difícil encontrar que los actores de mayor renombre han actuado en más de una docena de películas.

### Presupuestos
La mayoría de las películas de Hong Kong son de bajo presupuesto en comparación con los largometrajes de Hollywood. Una producción que cuente con una estrella, y que pretenda ser un éxito en taquilla tiene un presupuesto aproximado de 5 millones de dólares, mientras que una de bajo presupuesto contará con menos de un millón. Ocasionalmente, en superproducciones en los que actúan grandes estrellas como Jackie Chan o Stephen Chow, o en las coproducciones internacionales para un mercado global, se puede llegar a tener un presupuesto de 20 millones o más, pero estas son raras excepciones. Las producciones hongkonesas, sin embargo, suelen ser de gran fastuosidad, contrariamente a lo que estas cifras puedan sugerir.

### Idioma y sonido

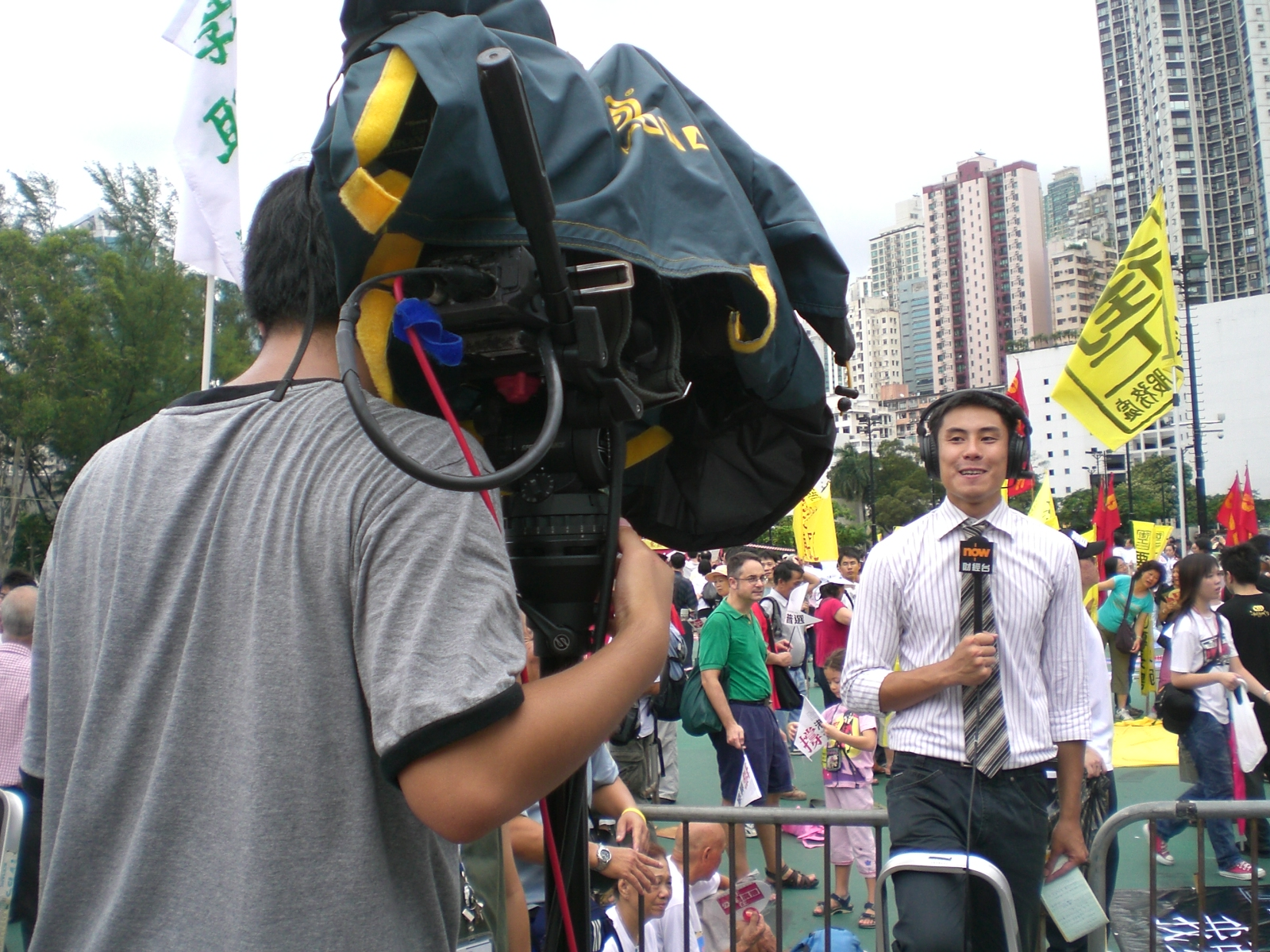
Cámara grabando a un reportero en Victoria Park.

Desde los años 1980, casi todas las producciones se han realizado en cantonés. Durante muchos años, las películas fueron realizadas sin sonido y dobladas después, pues este método era productivamente más rápido y más económico que grabar en vivo, especialmente si se empleaban actores de diferentes áreas dialectales. Este método también facilitaba el doblaje para el mercado de exportación en otros idiomas y muchos de los actores ni siquiera grababan sus propios diálogos, sino que empleaban dobladores. La grabación sin sonido también contribuyó a crear una forma de rodaje más improvisada, pues muchas películas llegaban a producirse sin un guion definitivo, y las escenas y el diálogo se decidían sobre el escenario. Esto era especialmente frecuente en las películas de bajo presupuesto y poco tiempo de producción, en las que frecuentemente los actores simplemente mueven los labios, o cuentan números, y el diálogo se introduce durante el proceso de edición. 
En los años 90 apareció la tendencia a sincronizar el sonido, y este es el método que se emplea preferentemente en la actualidad, pues suele asociarse a una mayor calidad de producción.

## Historia

### Desde 1909 hasta la Segunda Guerra Mundial
Durante esta primera etapa, el cine de Hong Kong jugó un papel secundario con respecto al cine de China, particularmente el desarrollado en Shanghái, que era en aquel entonces la capital del cine en los países de habla china. Poco queda de la producción de esta época: se calcula que solo se conservan cuatro de las más de 500 películas producidas en Hong Kong antes de la Segunda Guerra Mundial. Por esta razón los recuentos detallados de este periodo, especialmente aquellos en un idioma diferente al chino son pocos y no siempre rigurosos. 

#### Los pioneros
Al igual que en China, el desarrollo de las primeras películas estuvo intrínsecamente ligado a la ópera china, que fue durante siglos la forma de entretenimiento dominante. Las primeras películas realizadas en Hong Kong se basaron en escenas operísticas: dos comedias realizadas en 1909, Stealing a Roasted Duck y Right a Wrong with Earthenware Dish, dirigidas por el director y actor de teatro Liang Shaobo y producidas por el americano Benjamin Brodsky (a veces transliterado como 'Polaski'), uno de los muchos occidentales que contribuyeron a lanzar el cine en China buscando crear un mercado potencial. 
Se acredita a Zhuangzi Tests His Wife (1913), como el primer largometraje del cine hongkonés, el cual también adaptó una historia de la ópera china. El director Lai Man-Wai (Li Ming Wei o Li Minwei en mandarín) fue un colega teatral de Liang Shaobo, que vendría a ser conocido como el padre del cine de Hong Kong. En otro préstamo de la ópera, Lai desempeñó el papel de esposa él mismo, su hermano representó al marido, y su esposa, un papel secundario de doncella, lo cual la hace la primera actriz del cine chino, rompiendo con el tabú que impedía actuar a las mujeres, el cual se había extendido desde hacía décadas. Zhuangzhi fue la única película realizada por la Chinese American Film, la compañía fundada por Lai y Brodsky en Hong Kong, aunque nunca fue realmente estrenada.
Al año siguiente el comienzo de la Primera Guerra Mundial puso un freno al desarrollo del cine en Hong Kong, ya que Alemania aprovisionaba a Hong Kong de material cinematográfico. En 1923 Lai, junto a su hermano y primos se unió a Liang Shaobo para crear la primera productora enteramente china, la Compañía Minxin. En 1924, trasladaron sus operaciones al continente, después de que el gobierno tratara de impedir que construyeran un estudio.

#### La incorporación del sonido
Dada la popularidad del cine sonoro, cuando este se incorporó desde principios de los años 30, debieron tomarse medidas en la elección del idioma de producción, pues los dialectos regionales chinos son ininteligibles entre sí. La producción hongkonesa se lleva a cabo principalmente en cantonés, que es uno de los idiomas mayoritarios. El gobierno del Kuomintang quiso potenciar el empleo del mandarín, por lo que se mostró hostil con la producción en cantonés. También se prohibió el popular género wuxia, en el que las artes marciales, la fantasía y laspeleas de espadas juegan un papel muy importante, pues consideraban que promovía la superstición y la anarquía. El cine en cantonés y el género wuxia continuaron siendo muy populares a pesar de la prohibición del gobierno, y la colonia inglesa de Hong Kong se convirtió en ellugar en que ambas podían llevarse a cabo librmente. El nombre (粵語長片, Jyutping: jyut6 jyu5 coeng4 pin3*2) prontamente se convirtió en la referencia a las películas en cantonés en blanco y negro. 
La grabación de Ópera cantonesa fue incluso, si cabe, más exitosa que el wuxia y se convirtió en el género predominante durante los años 30.Los principales estudios durante este periodo fueron Grandview, Universal, Nanyue y Tianyi (la compañía más influyente del cine chino, fundada por los hermanos Shaw).

#### La guerra Sino-Japonesa
Otro factor importante durante los años 30 fue la primera guerra sino-japonesa. Proliferaron las películas patrióticas de defensa nacional como Lifeline (Kwan Man Ching, 1935), Hand to Hand Combat (Chiu Shu Sun, 1937) o March of the Partisans (Situ Huimin, 1938). Cuando Shanghái fue tomado por los japoneses en 1937, Hong Kong acogió a muchos de los artistas y directores que escaparon la invasión y el control japonés sobre el cine. Esto acabó cuando también Hong Kong cayó en manos japonesas en diciembre de 1941, pero a diferencia de en China, los invasores no consiguieron crear una industria colaboracionista. Consiguieron realizar solamente una película propagandística: The Attack on Hong Kong (1942 también conocida como The Day of England's Collapse) antes de que los británicos retomaran Hong Kong en 1945. Quizá una de las peores consecuencias de la ocupación japonesa para el cine fue la pérdida de muchas películas anteriores a la guerra que fueron derretidas para extraerles el nitrato de plata y usarlo para fines militares.

### Los años 1940-1960
El cine hongkonés de la posguerra, al igual que el resto de sus industrias contó con el catalizador de un flujo continuado de capital y talentos importados de la China continental. Este flujo se vio incrementado a partir de 1946 tras restallar la guerra civil china, que se había apaciguado durante la ocupación japonesa y la posteriro victoria comunista en 1949. Estos eventos cambiaron deforma dramática el centro de la industria cinematográfica de Shanghái a Hong Kong, cuya industria se incrementó al exportar películas a otros países del Sudeste asiático, especialmente a aquellos que recibieron más expatriados, así como a las comunidades Chinas de los países occidentales.

#### Competencia de idiomas
La posguerra también estableció la bifurcación de la industria en dos sectores paralelos, uno cuya producción se llevaba a cabo en mandarín, el dialecto dominante de la población de expatriados procedentes del continente y otro en cantonés, hablado por la mayoría de los nativos de Hong Kong. Las películas en mandarín contaban con mayores presupuestos y una producción más lujosa, entre otras razones, debido a un mayor mercado de exportación, el prestigio de los directores de Shanghái y el prestigio cultural del mandarín, idioma oficial de China y el empleadopor su élite política y literaria. Durante décadas, el cine en cantonés, aunque más productivo, fue relegado culturalmente a un segundo plano.
Otro de los factores importantes de la historia del cine hongkonés es la ley británica establecida en 1963 por la cual todas las pelícuals debían ser subtituladas en inglés, de modo que su contenido político pudiera ser evaluado. Las productoras supieron aprovechar esta ley, subtitulando las películas también al chino, lo que hacía que estas fueran más accesibles a los hablantes de otros dialectos. El empleo de subtítulos en inglés tuvo como consecuencia un aumento de la popularidad de estas películas en occidente. 

#### Las películas en cantonés
Durante este periodo dominaban las producciones basadas en óperas cantonesas. Las estrellas más conocidas del periodo eran la pareja de actrices formada por Yam Kim Fai y Pak Suet Sin (Yam-Pak). Yam se especializaba en los papeles masculinos en contraposición a los femeninos de Pak, juntas realizaron más de 50 películas, entre ellas The Purple Hairpin (1959), una de las más populares.
Las películas de artes marciales de bajo presupuesto también se hicieron muy populares. Se realizó una serie de cerca de 100 películas de Kung Fu, protagonizadas por Kwan Tak Hing en el papel del héroe histórico Wong Fei Hung, comenzando por The True Story of Wong Fei Hung (1949) y finalizando con Wong Fei Hung Bravely Crushing the Fire Formation (1970). El género wuxia también fue muy popular, con obras como The Six-Fingered Lord of the Lute (1965) protagonizada por el ídolo adolescente Connie Chan Po-chu, así como lo dramas familiares de la vida contemporánea.

#### El cine en mandarín y la rivalidad entre Shaw y Cathay
Los principales estudios de la producción en mandarín durante los años 60 eran el de los Hermanos Shaw y los Estudios Cathay, los cuales eran grandes rivales. 
La mayor producción de los estudios Shaw fue el musical The Love Eterne (1963) el cual pertenece al género Huángméidiào (黃梅調), derivado de la ópera china; las épicas históricas se entremezclaban frecuentemente con los Huángméidiào, como ocurre en obras como The Kingdom and the Beauty (1959). Ambas películas fueron dirigidas por Li Han Hsiang de Estudios Shaw. Fueron extremadamente populares los melodramas románticos como Red Bloom in the Snow (1956), Love Without End (1961), The Blue and the Black (1964) y diferentes adaptaciones de novelas de Chiung Yao. Los musicales de estilo Hollywood fueron también muy populares, en este caso con los estudios Cathay, como puede verse con obras como Mambo Girl (1957) y The Wild, Wild Rose (1960).
Durante la segunda mitad de los años 1960 los hermanos Shaw inauguraron una nueva generación de wuxias más intensos y menos fantasiosos, con una producción más lujosa y llena de acrobacias y violencia; esta tendencia fue importada dada la popularidad del cine de samuráis procedente de Japón, así como por la pérdida de espectadores con la expansión de la televisión. Ese cambió marcó a la industria, que giró de un sistema de géneros más acorde a los gustos tradicionalmente femeninos como la comedia o el drama al cine de cine de acción hongkonés. Una de las principales claves en esta nueva tendencia fue la saga de películas de El templo del loto rojo (1965) de Xu Zenghong, así como Come Drink with Me (King Hu, 1966), Dragon Inn (1967, realizada en Taiwán) y Tiger Boy (Chang Cheh, 1966), The One-Armed Swordsman (1967) y Golden Swallow (1968).

### Años de transformación (1970)
Las películas en mandarín en general y aquellas producidas por los hermanos Shaw en particular comenzaron los años 70 en una posición de aparente fortaleza. El cine cantonés se desvaneció virtualmente al surgir los estudios en mandarín y su papel se vio relegado a la televisión, la cual se volvió popular y accesible al gran público en 1967; en 1972 no se realizó ninguna producción en el lenguaje local. En estos años los hermanos Shaw vieron como su viejo rival, los estudios Catia cerraba sus puertas, convirtiéndose en el único megaestudio. El subgénero del kung fu, dentro del cine de artes marciales se hizo pronto popular internacionalmente, liderada por los estudios de los hermanos Shaw. Pero la industria cambiaría al final de la década, y muchos de estos cambios tienen su origen en este momento.

#### El regreso del cine cantonés
Paradójicamente, la televisión pronto contribuiría al renacimiento del cantonés en los medios y en el cine con la incorporación de películas más prácticas sobre la vida en Hong Kong de la gente común.
La primera chispa fue la comedia conjunta The House of 72 Tenants, la única película cantonesa realizada en 1973, la cual fue un rotundo éxito. Estaba basada en una conocida obra de teatro, y producida por los hermanos Shaw como una muestra para sus actores de su pionera estación de televisión, TVB.
El regreso de la producción en cantonés realmente despegó con las comedias de los que fueran estrellas de la TVB, los hermanos Hui (el actor, director y guionista Michael Hui, el actor y cantante Sam Hui y el actor Ricky Hui). La lógica de este cambio en el idioma de producción puede verse claramente en el tráiler de Games Gamblers Play (1974), dirigida por los Hui: “Películas realizadas por leales jóvenes contigo en su mente”. Este movimiento de retorno a la audiencia local de Hong Kong fue inmediatamente exitosa. Games Gamblers Play hizo inicialmente 1,4 millones de dólares solo en las taquillas de Hong Kong, convirtiéndose en la película más lucrativa hasta el momento, superando incluso a algunas favoritas como las de la estrella del kung fu, Bruce Lee, producidas en mandarín. Las películas de los Hui también comieron moldes al satirizar la realidad de la vida moderna, con su nueva clase media cuyas largas jornadas laborales y sueños de éxito material estaban transformando la colonia en un gigante industrial y corporativo moderno. La comedia cantonesa cuajó, y las producciones en cantonés se dispararon; el mandarín continuó empleándose hasta los primeros 80, pero se ha convertido en excepcional desde entonces.

#### Golden Harvest y el alza del cine independiente
En 1970, los que fueran ejecutivos de Shaw, Raymond Chow y Leonard Ho dejaron el estudio para fundar el suyo propio, así nacería Golden Harvest. El estilo más flexible y menos cicatero de la nueva compañía era estratégicamente superior al de la vieja Shaw. Chow y Ho realizaron contratos con jóvenes actores populares, los cuales tenían ideas novedosas para la industria, como Bruce Lee y los hermanos Hui, permitiéndoles una mayor libertad creativa que en los estudios más tradicionales. Entretanto, la explosión del cantonés, el kung fu y el ejemplo de Golden Harvest habían creado más espacio para productores y compañías de producción independientes.

#### Otras tendencias trasformadoras
La rápidamente creciente permisividad de contenidos de las películas, general en las industrias de casi todo el mundo, afectó también al cine de Hong Kong. Apareció así el fengyue, un género de erótica suave, que se convirtió en un básico local (el nombre es una contracción de una frase china que implica una decadencia seductiva). Tal material no sufrió su estigma en Hong Kong tanto como en los países occidentales; formaba parte de la demanda popular prevaleciente, y en ellas participaban a veces conocidos directores de escena como Chor Yuen y Li Han Hsiang y a menudo se entremezclaba con otros géneros populares como las artes marciales, el drama histórico y especialmente con la comedia. La violencia también se tornó más intensa y gráfica, principalmente debido a la instigación a los cineastas de artes marciales 
El director Lung Kong mezcló estas tendencias con los dramas sociales que eran su especialidad, creando clásicos en cantonés durante los años 60 como The Story of a Discharged Prisoner (1967) y Teddy Girls (1969) y en los 70, empezó a dirigir películas en mandarín e importó elementos traídos del cine de explotación para realizar obras de temática más seria acerca de temas como la prostitución (The Call Girls, Lina), la bomba atómica (Hiroshima 28) y la fragilidad de la sociedad civilizada (Yesterday, Today and Tomorrow, que retrataba un Hong Kong futuro, destruido por una plaga.
La breve carrera de Tang Shu Shuen, la primera directora de cine del enclave, produjo dos películas The Arch (1970) y China Behind (1974), pioneras del cine de autor socialmente crítico. Fueron precursoras también del último hito de la década, la llamada Nueva Ola del cine de Hong Kong, que vendría de fuera de la jerarquía tradicional de los estudios y apuntaría hacia nuevas direcciones para la industria.

### Elboomde los años 80-90
Los años 1980 y principios de los 90 vieron florecer las semillas plantadas en los años 70: el triunfo del dialecto cantonés, el nacimiento de un cine nuevo y moderno, una situación de superpotencia en el mercado del este asiático, y una mayor atención del mercado occidental hacia las películas de hongkonesas.
Las producciones tomaron un estilo más técnico y pulido y más sofisticado visualmente, incluyendo las primeras incursiones en el empleo de moderna tecnología de efectos especiales. A este deslumbramiento superficial, el nuevo cine añadió una mezcla y complementación ecléctica de géneros, y una inclinación a traspasar las fronteras de lo sensacionalista. Comedias slapstick, sexo, lo sobrenatural, y, por encima de todo el cine de acción de Hong Kong (tanto de artes marciales como diferentes variedades de cine policíaco, y, en ocasiones, todo en una misma película.

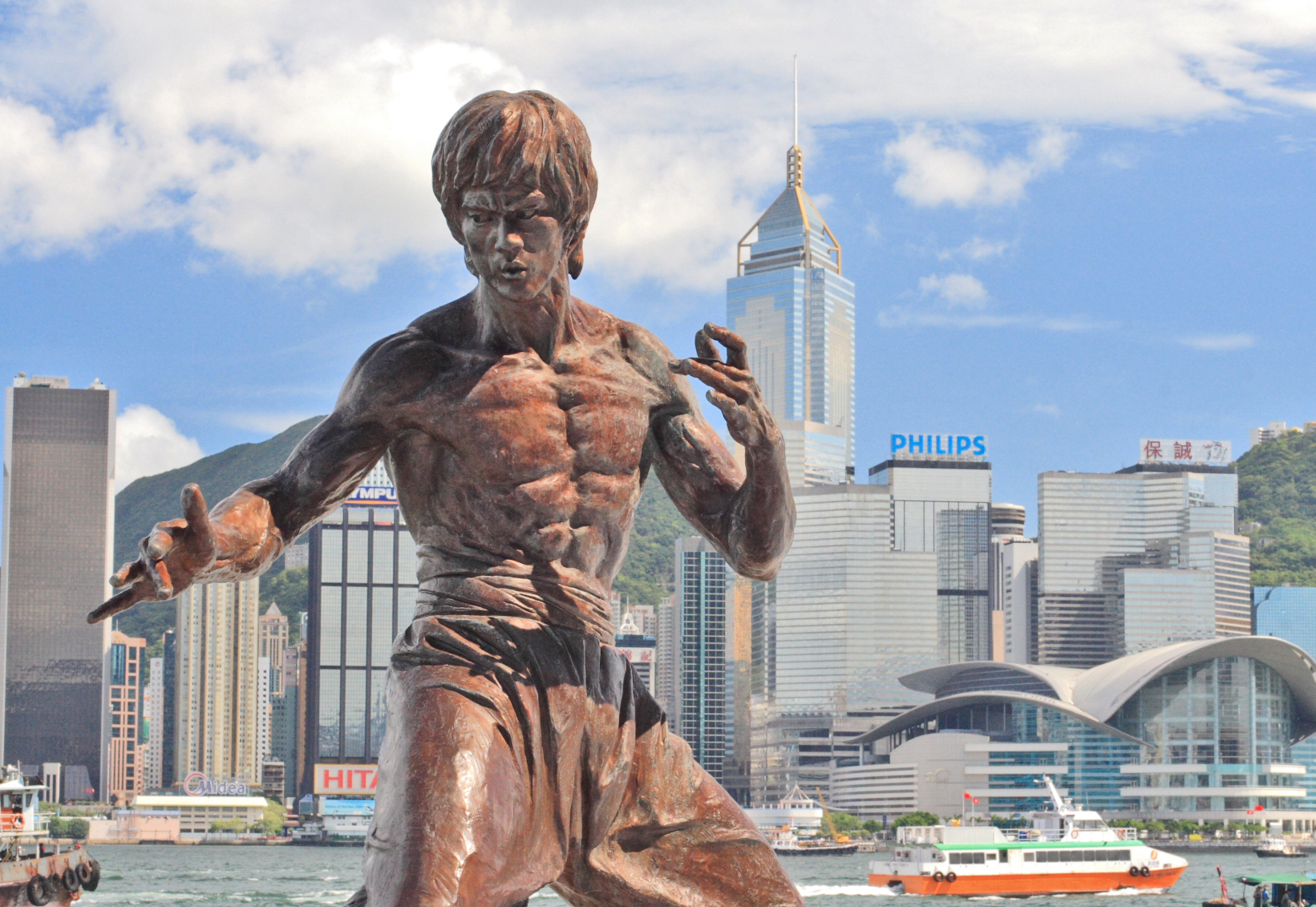
Estatua de Bruce Lee en la Avenida de las Estrellas de Hong Kong.

#### El mercado internacional
Durante este período, la industria de Hong Kong era una de las pocas que prosperaron ante el creciente predominio global de Hollywood. En verdad, esta vino para ejercer un predominio comparable al del anterior en su propia región del mundo. La audiencia local siempre había sido vital, pero ahora más que nunca las producciones de Hong Kong llenaban los cines y se distribuían en vídeo en sitios como Tailandia, Singapur, Malasia, Indonesia y Corea del Sur. Taiwán se convirtió en un mercado tan importante para la industria de Hong Kong como el local; a principios de los años 90 el una vez robusto Cine de Taiwán se vio cerca de la extinción debido a la fuerza de las importaciones de Hong Kong. Encontraron un equilibrio aún menor en Japón, con su propia industria, sumamente desarrollado y mejor financiada, y cabida que tenían en este país las películas americanas; Jackie Chan en particular era popular en Japón. 
Casi por casualidad, Hong Kong también incrementó su exportaciones en occidente, gracias a la fiebre del kung fu, exportado por Bruce Lee, de los años 70. La disponibilidad en el Barrio chino de cines y tiendas de vídeo permitió que las películas fueran descubiertas por los occidentales, los amantes del cine de culto fueron atraídos por sus cualidades "exóticas" y sus excesos, creando una nueva tendencia popular gradualmente seguida, imitada y parodiada durante los años siguientes.

#### Los líderes del auge
Fue pionera la empresa de producción Cinema City, fundada en 1980 por los cómicos Karl Maka, Raymond Wong y Dean Shek. Esta productora se especializó en la comedia contemporánea y en cine de acción, producidos estrictamente según fórmulas comerciales. Aces Go Places (1982) y sus numerosas secuelas, parodiando el cine de espionaje y plagadas de efectos especiales personificaron el muy imitado estilo de Cinema City.
Los directores y productores Tsui Hark y Wong Jing pueden verse como las figuras más influyentes de esta era. Tsui era un notorio director de la Nueva Ola del cine de Hong Kong, el principiante que impulsó la absorción de aquel movimiento en la corriente principal, convirtiéndose en el exponente central de las nuevas tendencias en la industria y la técnica. Wong, aún más prolífico que el anterior, fue el más acertado comercialmente, y el más criticado cineasta de Hong Kong durante las dos décadas pasadas, con sus complacientes películas de Pulp.

#### Películas de categoría III
La introducción gubernamental del sistema de categorización de películas de Hong Kong en 1988 tuvo un efecto no planeado sobre tendencias subsecuentes. Las películas de categoría III (solo para adultos) se convirtieron en un paraguas para el rápido crecimiento de la pornografía y el cine de contenido violento o sexual; sin embargo, mientras que este cine era considerado muy gráfico por la ley china, estas películas estaban más a la par con películas no recomendadas a menores de 19 años (categoría R o NC-17 en los Estados Unidos), y no X. Dado el auge de principios de los años 90, aproximadamente la mitad de las producciones cinematográficas eran de categoría III, softcore erótico que era un descendiente directo de las películas fengyue de los años 70. un ejemplo definitivo de categoría III fue el Sexo y Zen (Michael Mak, 1991), una comedia histórica inspirada en La alfombrilla de los goces y los rezos el clásico de literatura cómico-erótica del siglo XVII de Li Liweng.
La clasificación también atrajo una moda hacia lo espantoso, lo tabú, el cine de explotación y de terror supuestamente basados en crímenes auténticos, como Dr. Lamb (1992), la Historia Indecible (1993) y Ebola Syndrome (1996). 
Desde mediados de los años 90, la tendencia se ha marchitado junto a la crisis general del mercado del cine de Hong Kong y la más amplia disponibilidad de pornografía en formatos de VHS. Pero en los años 2000, se estrenaron dos películas de categoría III Election y Election 2 (conocidas como Triad Election) y que todavía disfrutan de un sorprendente éxito en taquilla en Hong Kong.

#### Cine alternativo
En este paisaje de cine comercial, quedó algo de espacio para un cine más alternativo o cine de autor, adeudado, al menos en parte, a la influencia de la Nueva Ola del cine. Algunos cineastas de la nueva ola como Ann Hui y Yim Ho siguieron ganándose la aclamación popular con películas políticas y sociales realizadas al margen de producción principal. 
La segunda mitad de los 80 también vio llegar a la que comúnmente se denomina Segunda Ola. Estos directores más jóvenes incluyen nombres como Stanley Kwan, Clara Law y su compañero Eddie Fong, Mabel Cheung, Lawrence Ah Mon y Wong Kar-wai. Al igual que aquellos directores de la Nueva Ola, estos tendían a ser graduados en cine en universidades extranjeras e instruidos en la televisión local. Tienen en común el interés en ir más allá de las materias habituales y los estilos comerciales.
Estos artistas comenzaron a ganar una atención sin precedentes en Hong Kong y el respeto de la crítica internacional en el circuito de los festivales de cine. En particular, las películas realizadas por Wong Kar-wai y protagonizadas por Leslie Cheung, Tony Leung Chiu Wai y Maggie Cheung en los años 1990 han hecho de él un cineasta internacionalmente aclamado y premiado.

### Desde los años 1990 a la actualidad

#### La crisis
Durante los años 90, la industria cinematográfica de Hong Kong sufrió una crisis de la cual no ha conseguido todavía recuperarse. Las ganancias ya habían comenzado a disminuir a finales de los años 80, pero la audiencia local mantuvo la industria hasta los primeros años de la siguiente década. A mediados de los años 90 la crisis afectó también al sector local. Los ingresos se vieron reducidos a la mitad. Antes del final de la década, el número de películas producidas en un año típico pasaron a ser alrededor de 100, habiendo sido más de 200 a principios de los 90. Sin embargo, debe tenerse en cuenta que gran parte de este declive se dio principalmente en la producción de películas de categoría III. Las importaciones americanas comenzaron a encabezar con regularidad la lista de éxitos de las taquillas por primera vez en décadas. Irónicamente, fue durante este mismo período durante el cual el cine de Hong Kong encontró una mayor visibilidad en el mercado americano comenzó a exportar a algunas de sus estrellas más populares a Hollywood.
Son muchos los factores a los que se ha atribuido este declive:
- La crisis financiera asiática, que acabó con las fuentes tradicionales de financiación cinematográfica, así como con la capacidad del ciudadano medio de poder acudir regularmente a los cines.
- El exceso de producción, un menor control de calidad y el agotamiento de las abusadas fórmulas argumentales.[6]
- La cara construcción de salas de cine multiplex y el consiguiente incremento de los costes de las entradas.[7]
- Una clase media cada vez más cosmopolita, que a menudo ve las películas locales como baratas y horteras.
- La piratería desenfrenada del vhs.
- El auge de los estudios de Hollywood en el mercado asiático.

El acceso al continente para la producción que vino con la Transferencia de soberanía de Hong Kong a China no resultó tan favorable como se esperaba, y ha presentado algunos problemas, en particular con respecto a la censura.

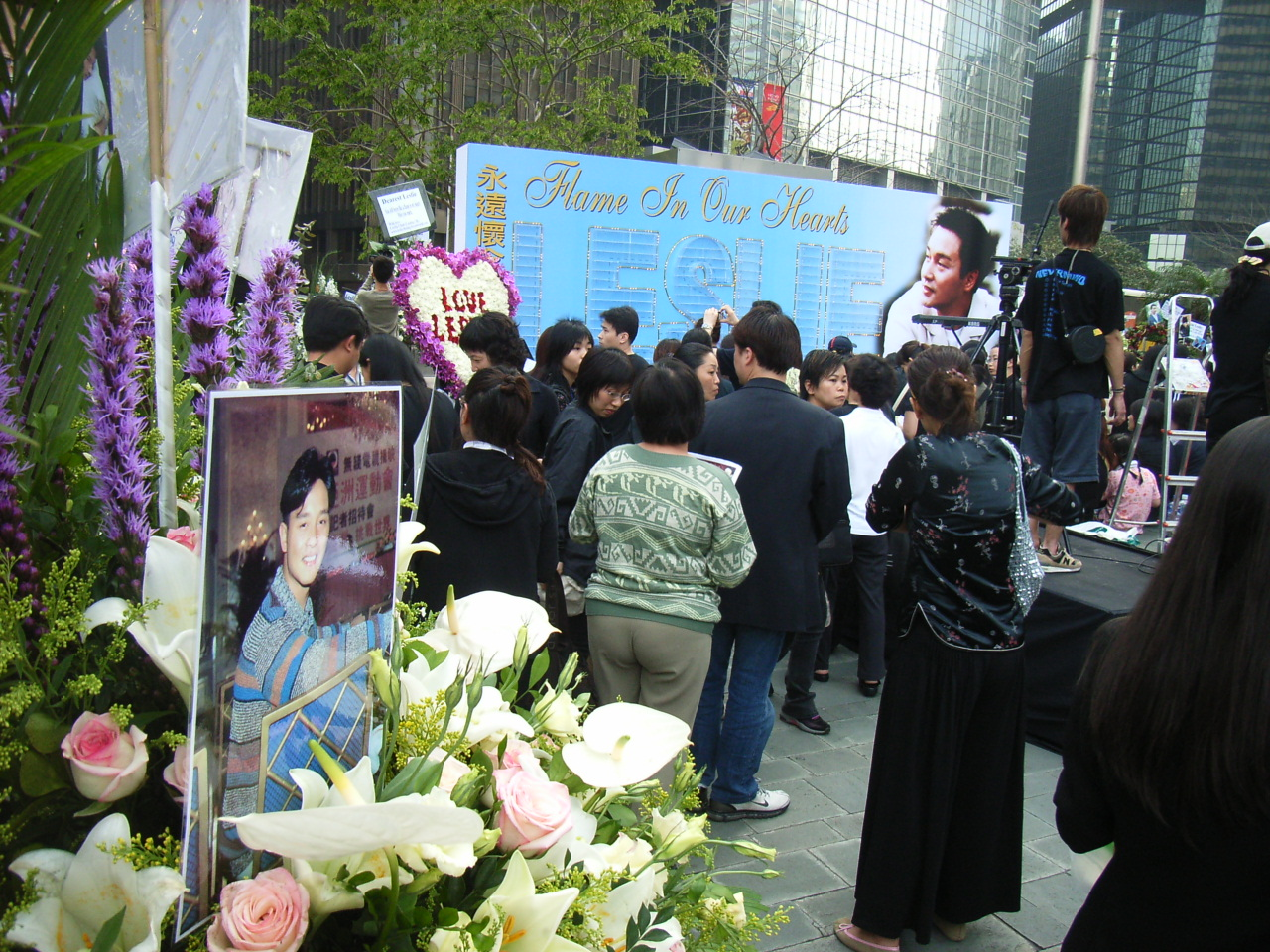
Flores en honor a Leslie Cheung en Hong Kong.

La industria tuvo uno de sus años más oscuros en 2003. Además de la depresión general, el brote de un virus SRAS mantuvo muchos teatros prácticamente vacíos y la producción vio una parón de cuatro meses, por lo cual sólo se realizaron cincuenta y cuatro películas. Por otro lado, las muertes de dos conocidas estrellas de Hong Kong, Leslie Cheung y Anita Mui contribuyeron a establecer el clima.
El gobierno introdujo en abril de 2003 un Fondo de Garantía como incentivo a los bancos locales para implicarse en la industria del cine, el cual recibió una recepción mixta por parte de la industria, y una menos entusiasta recepción de las instituciones financieras, que perciben la inversión en películas locales como un alto riesgo. Una de las quejas expuestas es que las actas de garantía, comisionadas por el Gobierno de Hong Kong a finales del abril de 2003, están basadas en documentos canadienses, por lo que no son adecuadas para la industria local.